# Ellipteroides (Progonomyia) plumbeus
Ellipteroides (Progonomyia) plumbeus is een tweevleugelige uit de familie steltmuggen (Limoniidae). De soort komt voor in het Nearctisch gebied.